# Saxmarkens naturreservat
Saxmarkens naturreservat är ett naturreservat i Tierps kommun i Uppsala län.
Området är naturskyddat sedan 2012 och är 729 hektar stort. Reservatet består av kärrmarker kring Skälsjön, björkdominerade sumpskogar och tall.